# Piéride de l'alysson
Pieris krueperi
Espèce
La Piéride de l'alysson ou Piéride de Krüper (Pieris krueperi) est une espèce d'insectes lépidoptères (papillons) de la famille des Pieridae, de la sous-famille des Pierinae et du genre Pieris.

## Dénomination
Pieris krueperi a été nommé par Otto Staudinger en 1860.

### Sous-espèces
- Pieris krueperi krueperi ; Winhard, 2000[1],
- Pieris krueperi devta de Nicéville, 1884[2]

### Noms vernaculaires
La Piéride de l'alysson ou Piéride de Krüper se nomme en anglais Krueper's small White et pour la sous-espèce Pieris krueperi devta Green-banded White.

## Description
C'est un papillon au recto blanc dont l'aile antérieure à l'apex bordé de noir est marquée par un point noir et au revers  de l'aile postérieure jaune verdâtre marqué de sombre.

### Chenille et chrysalide
Ses œufs sont pondus isolément.

## Biologie

### Période de vol et hivernation
Le papillon est présent de mars à août en plusieurs générations.
Elle hiverne à l'état de chrysalide.

### Plantes hôtes
La plante hôte est l'Alyssum saxatile et de l'Alyssum montanum.

## Écologie et distribution
La Piéride de l'alysson est présente en Bulgarie, en Grèce, au Maroc, en Turquie, en Syrie, en Iran et jusqu'au nord du Pakistan et de l'Inde,.

### Biotope
La Piéride de l'alysson se retrouve sur les pentes sèches et chaudes.

### Protection
Pas de statut de protection particulier.